# Four Corners Monument
Four Corners Monument är ett monument som markerar den punkt där gränserna för de fyra amerikanska delstaterna Arizona, Colorado, New Mexico och Utah möts. "Here meet, in freedom, under God, four states." står det på monumentet med två ord i varje stat.
Monumentet ligger väster om US Highway 160, cirka 64 km sydväst om staden Cortez i Colorado. 

År då gränserna blev offentligt erkända.

## Bakgrund
Området erövrades av USA i det mexikansk-amerikanska kriget. Vid freden i Guadalupe Hidalgo 1848 blev området officiellt amerikanskt.
Gränserna som markeras av monumentet blev till under amerikanska inbördeskriget, när Förenta staternas kongress agerade för att behålla kontrollen i området för att bekämpa slaveriets spridning till regionen. Gränserna lades ut längs med meridian och parallellcirkel. Från och med 1860-talet märktes dessa linjer med gränsstenar. Dessa tidiga markeringar var delvis felaktiga, vilket gjorde att det tog tid innan de blev juridiska gränser som kongressen erkände. 1925 blev Four Corners monument officiellt hörnet där de fyra staterna möts.

## Klimat
I ökenregionen i sydvästra USA där Four Corners Monument ligger är det ett ökenklimat.
Vintrarna är kyliga till kalla men soliga, medan somrarna är varma och torra. Den högsta temperaturen på 41 °C observerades den 19, 29 och 30 juni 1974, 14 juli 2003 och 21 juli 2005. Den lägsta temperaturen -28 °C observerades den 3 januari 1974.
| Högsta och lägsta genomsnittliga temperaturer (dygnsmaximum resp. dygnsminimum,°C) |      |       |      |      |      |       |       |       |       |      |       |      |
| Månad                                                                              | Jan  | Feb   | Mar  | Apr  | Maj  | Jun   | Jul   | Aug   | Sep   | Okt  | Nov   | Dec  |
| Temp                                                                               | 6/-7 | 10/-3 | 14/1 | 20/4 | 26/9 | 32/14 | 34/18 | 32/17 | 28/12 | 21/5 | 12/-1 | 6/-6 |
| [ 5 ]                                                                              |      |       |      |      |      |       |       |       |       |      |       |      |